# Bruno Dybal
Bruno Dybal (født 3. marts 1994) er en brasiliansk fodboldspiller.